# 木梨信一
木梨 信一（きなし しんいち、1840年10月6日（天保11年9月11日）- 1900年（明治33年）12月22日）は、幕末の長州藩士、明治期の官僚・政治家。衆議院議員（1期）。初名・平之進、平之允。1869年（明治2年）藩命で信一に改名。別名・信、進一。

## 経歴
長門国阿武郡萩城下下土原浮島（現山口県萩市）で、長州藩大組士・木梨求馬の息子として生まれた。1853年（嘉永6年）家督を相続。藩校・明倫館で学ぶ。松下村塾でも学んだ。1859年3月13日（安政6年2月9日）銃陣練習員に選抜され長崎で陸軍直伝習（小隊操練）を受けた。安政6年8月、西洋学所・博習堂の設立に伴い陸軍専修入込生となる。その後、江戸に出て有備館で学んだ。この頃から体調不良で、終生、大病を繰り返し、軍事の最前線に出ることはなかった。
1863年3月2日（文久3年1月13日）阿武郡一手教授方助役に就任。以後、御前詰警備、他所人応接懸り、御使番、干城隊御用掛、奥阿武郡都合役、阿武郡代官役を歴任。四境戦争では津和野藩への使者を務めた。参政試補、参政、権参事を務め、1870年6月（明治3年5月）病のため依願免官。同月木戸孝允の帰京に随行し、同年12月23日（11月2日）財政研究のため渡米する伊藤博文の随員として横浜港から出航し、1871年7月26日（明治4年6月9日）に帰国した。
1871年（明治4年7月）山口藩少参事となり、同年11月、山口県が発足すると七等出仕に任官。地租改正を担った。1873年（明治6年）4月、正院に転じ7等出仕となり、左院7等出仕、5等議官を歴任したが、山口県内の不平士族への対応のため1874年（明治7年）5月、山口県参事に転じた。その後、6等判事兼任となり、萩の乱などへの対応に尽力。1877年（明治10年）7月、大書記官に就任したが、1878年（明治11年）5月に退官した。
1878年（明治11年）11月、設立免許を得て第百十国立銀行が発足し、1881年（明治14年）7月、同行取締役となり、1890年（明治23年）1月、第3代頭取に就任し、終生在任した。
1890年7月の第1回衆議院議員総選挙（山口県第1区、無所属）で落選したが、1892年（明治25年）2月の第2回総選挙（山口県第1区、無所属）で当選し、議員倶楽部に所属して衆議院議員を1期務め、1894年（明治27年）の第3回総選挙には出馬しなかった。

## 親族
- 従弟 正木退蔵（外交官、教育者）[1]